# Gordon Hendricks
Gordon Hendricks (* um 1917; † 1980) war ein US-amerikanischer Kunst- und Filmhistoriker.
1961 veröffentlichte Hendricks das Buch The Edison motion picture myth in dem er aufzeigte, dass die Thomas Alva Edison zugeschriebene Erfindung erster Geräte für Kinovorführungen tatsächlich durch William Kennedy Laurie Dickson geschah. 1975 schrieb er über Eadweard Muybridge, in dem er den Vater des Kinos sah. Dieses Buch wurde 2001 neu aufgelegt.
Außer diesen Werken über die Filmgeschichte veröffentlichte Hendricks auch Bücher über die Kunstgeschichte. So schrieb er über Winslow Homer und Albert Bierstadt. Ein weiteres seiner Themen war der mit Muybridge bekannte Thomas Eakins. So war es Hendricks, der in seinem Buch über Eakins 1974 als erster die Frage nach Eakins’ Homosexualität stellte.
Nach seinem Tod hinterließ Hendricks den Archives of American Art zwei bedeutende Sammlungen: Die eine über Thomas Eakins, die andere über die Filmgeschichte.

## Werke
- The Edison motion picture myth, University of California Press, Berkeley and Los Angeles, 1961
- Eadweard Muybridge: the father of the motion picture, Grossman Publishers, New York, 1975, ISBN 0-670-28679-6
- Albert Bierstadt: painter of the American West, H. N. Abrams, New York, 1974, ISBN 0-8109-0151-X
- The life and work of Winslow Homer, H. N. Abrams, New York, 1979, ISBN 0-8109-1063-2
- The photographs of Thomas Eakins, Grossman Publishers, New York, 1972, ISBN 0-670-55261-5
- The life and work of Thomas Eakins, Grossman Publishers, New York, 1974, ISBN 0-670-42795-0